# Kortdistanslöpning

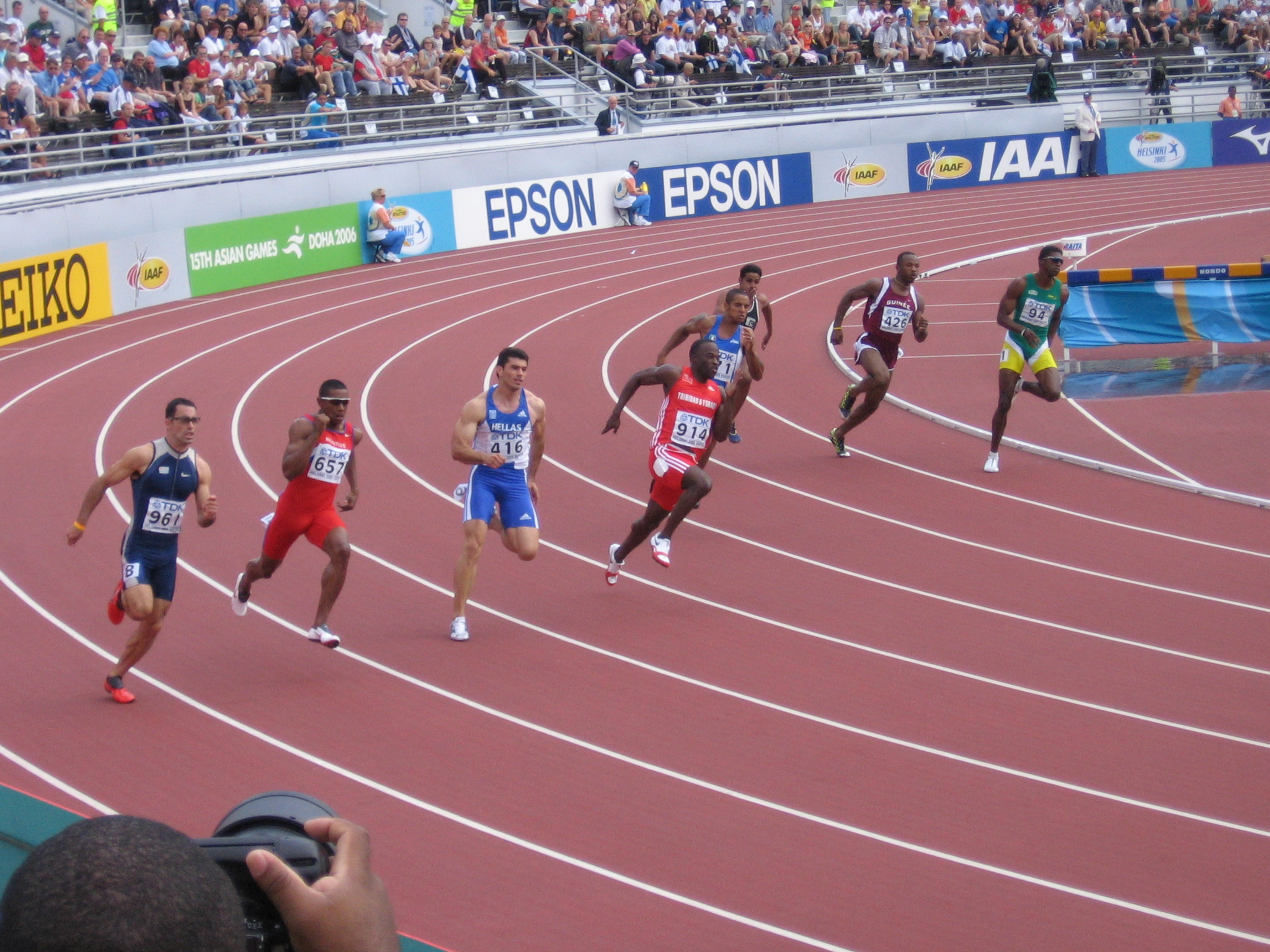
Löpning 200 meter är en kortdistans.

Kortdistanslöpning eller sprintlöpning är en friidrottsdistans där utövarna springer distanser som är maximalt 400 meter. Internationella mästerskap hålls på distanserna 60 meter (endast inomhus), 100 meter, 200 meter och 400 meter. 

## Disciplinerna och teknik
Vid sprintlöpning startar löparna genom att de ligger i startblock. Dessa startblock känner av löparens reaktionstid och en signal går till domaren ifall någon har en reaktionstid som är snabbare än 0,1 sekunder. I mästerskap är det normalt åtta personer som tävlar samtidigt. Till skillnad mot längre distanser så springer sprintlöpare på egna banor. Eftersom banorna är ovalformade innebär det att löparna på 200 och 400 meter inte startar på linje eftersom den löparen som har den yttersta banan då skulle få längre löpväg. I mästerskap lottas banordningen i kvaltävlingarna och därefter får en löpare sin bana efter hur bra denne presterade i kval, försök och semifinal. De bästa löparna placeras på mittenbanorna (3-6). Bana nummer 1 anses på distanserna 200 och 400 meter vara minst gynnsam på grund av lutningen i kurvan och få lopp har därför vunnits av någon som haft innerbana. 

## Sprintlöpningens utveckling från 1980 och framåt

### Herrar
Sprintlöpningen på herrsidan har huvudsakligen dominerats av löpare med förfäder från Västafrika, och löpare från USA respektive Västindien har ofta varit mycket framgångsrika. På 400 meter har de 11 snabbaste tiderna genom historien noterats av löpare från USA. Vid början av 1980-talet hette de stora amerikanska profilerna på 100 meter Calvin Smith och Carl Lewis. Den stora utmanaren mot amerikanerna var kanadensaren Ben Johnson som vann den spektakulära OS-finalen i Seoul 1988. Han var emellertid dopad och guldet gick i efterhand till Carl Lewis. Vid början av 1990-talet kom en ny generation sprintrar fram, de främsta namnen var amerikanen Leroy Burrell, kanadensarna Donovan Bailey och Bruny Surin, britten Linford Christie och Trindidas Ato Boldon. I samband med världsmästerskapen 1997 slog en ny ung amerikan igenom som blev sprintlöpningens nya stjärna nämligen Maurice Greene som kom att dominera sprintlöpningen fram till de olympiska spelen 2004 då ännu en ny generation sprintrar kom, anförda av amerikanerna Justin Gatlin, Tim Montgomery samt jamaicanen Asafa Powell. På 200 och 400 meter var under 1990-talet den stora stjärnan Michael Johnson, som då var fullständigt överlägsen på distanserna. På senare år har en ny generation kommit fram främst amerikanerna Tyson Gay samt Jeremy Wariner som båda närmat sig de ”omöjliga” världsrekord som Michael Johnson presterade. Kortdistanslöpningen för herrar domineras sedan 2008 fullständigt av jamaicanen Usain Bolt. Vid OS i Peking 2008 tog han tre guld, på 100 m, 200 m och tillsammans med Jamaicas landslag i korta stafetten. Under Friidrotts-VM i Berlin 2009 upprepade han bravaden, och reducerade dessutom kraftigt världsrekorden på 100 och 200 m. Bolt representerar en ny typ av sprinter, lång och gänglig och utan den våldsamt övertränade överkropp vi har vant oss vid att se.

### Damer
På damsidan har utvecklingen inom sprintlöpningen varit tvärtemot den på herrsidan. De allra bästa tiderna på både 100, 200 och 400 meter kommer alla från 1980-talets slut. På 100 och 200 meter var de stora stjärnorna vid 1980-talets början de östtyska sprintrarna Marlies Göhr och Marita Koch som ständigt noterade nya världsrekord. Hoten mot östtyskarna kom från amerikanskan Evelyn Ashford samt från västtyskan Heike Drechsler. 1988 slogs emellertid världsrekorden på både 100 och 200 meter av Florence Griffith-Joyner som totalt utklassade den övriga världseliten. Samma utveckling skedde inom 400 meter där de två överlägset bästa tiderna noterades i början av 1980-talet av Marita Koch och den tjeckoslovakiska löparstjärnan Jarmila Kratochvílová. Efter Östeuropas fall och dopningsavslöjandena har ingen varit i närheten av dessa tider. Under 1990-talet har den kvinnliga sprintlöpningen dominerats av amerikanskorna Marion Jones, Inger Miller, Gail Devers, jamaicanskan Merlene Ottey, fransyskorna Christine Arron och Marie-José Pérec, ukrainska Zhanna Block samt australiensiskan Cathy Freeman. Under 2000-talet har sprintlöpningen stora profiler varit Jamaicas Sherone Simpson, Veronica Campbell samt amerikanskorna Torri Edwards och Sanya Richards.

## Kortdistanslöpning i Sverige
Sverige har på de senare decennierna inte haft några större sprintrar som kunnat konkurrera med världseliten med några få undantag. Ett av de få undantagen är Linda Haglund som 1980 blev fyra på OS i Moskva vars svenska rekord fortfarande står sig. I modern tid på damsidan har systrarna Susanna och Jenny Kallur tillsammans med Emma Green och Carolina Klüft noterat tider som med svenska mått är goda, emellertid är de långt från att kunna konkurrera med världseliten. På herrsidan har svenska sprintar varit ännu längre från världseliten. Ingen svensk man har, under godkända förhållanden, varit i närheten av att springa under 10 sekunder. (1996 sprang Peter Karlsson 100m på 9,98 i för stark medvind.) På 200 och 400 meter har Johan Wissman och Jimisola Laursen lyckats väl mot europaeliten utan att notera tider som varit i närheten av de bästa i världen.